# Molophilus hystrix
Molophilus hystrix är en tvåvingeart som beskrevs av Alexander 1939. Molophilus hystrix ingår i släktet Molophilus och familjen småharkrankar. Inga underarter finns listade i Catalogue of Life.